# Лыско, Сергей Борисович
Сергей Борисович Лыско (родился 14 августа 1974 года, Москва, СССР) — советский и российский регбист, выступавший на позиции форварда третьей линии (номера с 6 по 8), действующий федеральный тренер по резерву сборных России и главный тренер клуба «Слава». Мастер спорта России (1997).

## Биография
Регби начал заниматься в ДЮСШ «Фили» в 1986 году. Первый тренер — Петр Этко, выступал за «Фили» в 1986—1999 годах. Бронзовый призёр чемпионата России 1993 года.
Окончил Московский государственный областной университет имени Крупской, награждён званием «Отличник физической культуры и спорта».
В 2001—2005 годах тренировал юниорскую команды «Фили» и студенческую команду МАТИ. В 2004 году тренировал сборные Москвы U-17 и U-19, с которыми выиграл чемпионат России. В том же году был тренером сборной России U-19 на чемпионате мира в ЮАР (6-е место в дивизионе В), занимал пост помощника Игоря Миронова.
В 2005 году — главный тренер сборной России U-18 на чемпионате Европы во Франции и сборной России U-20 на чемпионате Европы в Испании. В 2006 году — главный тренер сборной России U-19 на чемпионате мира в ОАЭ (8-е место, дивизион В). В 2007 году — главный тренер сборной России U-19 на чемпионате мира в Ирландии и сборной России U-20 на чемпионате Европы в Германии. В 2008 году — главный тренер сборной России U-20 на чемпионате Европы в Бельгии.
В 2005—2007 годах — тренер нападающих и главный тренер московского клуба «Слава». В 2007–2009 годах — главный тренер дубля «Слава-А» в Профессиональной регбийной лиге России, в 2009—2011 годах — главный тренер «Славы», с которой выходил в плей-офф в 2009 и 2010 годах. В 2012—2014 годах — тренер РК «Фили». В 2012—2018 годах — главный тренер сборных Латвии по регби-15 и регби-7 (2016 год), с которыми поднялся на 51-е место в рейтинге World Rugby на 2017 год.
В июне 2022 года стал главным тренером клуба московского клуба «Слава».

## Достижения
В качестве тренера:
- Чемпион Европы по пляжному регби (2017, 2018)